# 心脏叶瓶尔小草
心脏叶瓶尔小草（学名：Ophioglossum reticulatum）为瓶尔小草科瓶尔小草属下的一个种。